# Aparhant
Aparhant è un comune dell'Ungheria centro-meridionale di 1 088 abitanti (dati 2008). È situato nella contea di Tolna.